# شغل عرب
شُغل عرب (بالعبرية: עבודה ערבית) (اللفظ: عفودا عرفيت) هي سلسلة دراما إسرائيلية قام بتأليفها الكاتب والصحفي العربي-الإسرائيلي سيد قشوع
تعالج السلسلة الصراع العربي الإسرائيلي في إسرائيل عن طريق عرضها بأسلوب فكاهي. شخصية «أمجد» تعرض بشكل طفيف شخصية كاتب السلسلة سيد قشوع.

## تاريخ
تضمن الموسم الأول من السلسلة 9 فصول، وبثت في الفترة من نوفمبر 2007 حتى فبراير 2008. في يوم الاستقلال بث فصل إضافي ختم الموسم. أما الموسم الثاني من السلسلة فقد تضمن 13 فصلاً وبثت في الفترة من يوليو 2010 حتى أوكتوبر من نفس السنة. طلبت قناة «كيشيت» التي تقوم ببث السلسلة موسماً جديداً ثالثاً. في سبتمبر 2011، صرحت «كيشت» بأنها ستقوم ببث موسم رابع بعد انتهاء تصوير حلقات الموسم الثالث، لكنها بعد شهرين من ذلك قررت تأجيل بث الموسم الثالث بسبب الظروف الاقتصادية التي مرت بها صناعة التلفزيون في إسرائيل.
في فبراير 2012 بدأ بث الموسم الثالث. وفي يناير 2013 فاز الموسم الثالث بالجائزة الأكاديمية للتلفزيون لسنة 2012.

## الشخصيات
- أمجد عليّان (نورمان عيسى) - الشخصية الرئيسية في السلسلة.

## وصلات خارجية
- شغل عرب على موقع IMDb (الإنجليزية)
- شغل عرب على موقع كينوبويسك (الروسية)
- شغل عرب على موقع قاعدة بيانات الفيلم (الإنجليزية)